# 刘辽逸
刘辽逸（1915年—2001年），男，安徽濉溪人。原名刘长菘，笔名向葵。中国翻译家。

## 生平
1915年1月8日出生。籍贯安徽省濉溪县临涣集。临涣小学校毕业后，在安徽中学读初中。1931年秋考入北平大学附属高中，期间受一些进步老师的影响，1932年参加中国左翼作家联盟，同年夏加入中国共产主义青年团。其后考入北平大学俄文商业系，师从曹靖华。1935年加入中国共产党。1937年全面抗日战争爆发后，北平大学于1938年并入西北联合大学，迁校至陕西汉中。他在此时担任中共西北联合大学学生支部书记。1939年夏大学毕业，任中国国民党军事委员会顾问事务处翻译。
1943年起，在桂林从事译介俄国和苏联文学的工作，将苏联作家科涅楚克的《前线》首次翻译发表。期间曾在李濟深创办的广西苍梧中山中学教书:194。1946年参加东江纵队，经烟台到大连，在光华书店工作。1949年任国际书店副经理。1951年起任人民文学出版社编辑。
中国民主促进会第六届中央委员会候补委员，第七届中央委员会委员（1983年－1988年）。
1985年11月，跟随中国作家代表团赴苏联访问。
2001年5月去世，享年86岁。

## 作品
译著长篇小说《远离莫斯科的地方》（与谢素台合译）、《杜布罗夫斯基》、《战争与和平》、《哥萨克》、《哈吉穆拉特》，剧本《前线》，中篇报告文学《绞索套着脖子时的报告》（1948年大连光华书局出版）、《狡猾的寡妇》，儿童中篇小说《太阳的宝库》等。

## 荣誉
- 第一届鲁迅文学奖全国优秀文学翻译彩虹奖荣誉奖（1998年2月）